# Río Solo
El Río Solo, también llamado Bengawan Solo, es el río más largo de la isla de Java en Indonesia, con una longitud aproximada de 600 km. Además de su importancia como un curso de agua para residentes y granjas de las regiones este y norte de la isla, también es una región reconocida en los círculos de Paleoantropología. Muchos descubrimientos de los primeros restos de homínidos se hicieron en varios lugares de sus valles, especialmente en el Sangiran, incluido el primer fósil humano encontrado fuera de Europa, el llamado cráneo del "Hombre Java". Fue el sitio del accidente del Vuelo 421 de Garuda Indonesia el 16 de enero de 2002.

## Geografía
El río Solo se origina en el volcán Monte Lawu en la frontera entre Java Central y Java Oriental. Pasa por la ciudad de Surakarta (llamada Solo por los lugareños). Un importante afluente temprano del río Solo es el río Dengkeng, que tiene su origen en el Monte Merapi.
El Delta del Río Solo tiene una enorme corriente de sedimentación de lodo que deposita 17 millones de toneladas de lodo por año. Esta sedimentación forma una capa en el delta, que tiene un crecimiento longitudinal promedio de 70 m por año.

## Historia
El Solo era parte del enorme sistema fluvial que existía en Sundaland. El sistema fluvial desapareció cuando Sundaland se sumergió después del aumento del nivel del mar después de la última Edad de Hielo.
El río jugó un papel importante en la historia de Java. Su cuenca de drenaje es un área agrícola importante, dominada por la agricultura arrocera. El río transporta el suelo volcánico de fertilizantes aguas abajo, reponiendo el suelo. También proporciona un enlace entre las ciudades portuarias de Java en la costa norte y tierra adentro.